# Gerard de Ruiter
Gerardus Christiaan (Gerard) de Ruiter (Surabaya, 17 december 1876 - Bussum, 16 augustus 1933) was een voetballer, waarvan lang werd gedacht dat hij op 12 augustus 1896 voetbalclub Willem II oprichtte, dan nog onder de naam 'Tilburgia'.
De Amsterdamse MTS-student De Ruiter werkte in 1896 als stagiair bij de hoofdwerkplaats van de Nederlandse Spoorwegen in Tilburg. Hij hield van het in Brabant nog niet erg bekende voetbal en zou een groep van twaalf mannen bij elkaar gezocht hebben om samen een club te vormen: 'Tilburgia'. Anderhalf jaar later werd de naam gewijzigd in 'Willem II', naar voormalig koning Willem II der Nederlanden. Deze overleed in Tilburg en had er tijdens de Belgische opstand zijn militair hoofdkwartier.
Hoewel De Ruiter voor Willem II nooit in competitieverband uitkwam, speelde hij (als linksback) in het elftal dat voor het eerst een (vriendschappelijke) wedstrijd voetbalde voor de Tilburgse club. De Ruiter speelde eerder bij RAP.